# Collegio elettorale di Sanremo (Senato della Repubblica)
Il collegio di Sanremo fu un collegio elettorale uninominale della Repubblica Italiana per l'elezione del Senato della Repubblica. Apparteneva alla Circoscrizione Liguria e fu utilizzato per eleggere un senatore nella XII, XIII e XIV legislatura.
Venne istituito nel 1993 con la cosiddetta Legge Mattarella (Legge n. 276, Norme per l'elezione del Senato della Repubblica), attuata in seguito al referendum abrogativo del 1993. La legge istituì per la Camera dei deputati e per il Senato della Repubblica un sistema di elezione misto, in parte maggioritario e in parte proporzionale. Il 75% dei parlamentari dell'assemblea veniva eletto in collegi uninominali tramite sistema maggioritario a turno unico; il restante 25% al Senato veniva eletto tramite recupero proporzionale dei più votati non eletti attraverso un meccanismo di calcolo denominato "scorporo", cioè sottraendo dal conteggio dei voti totali di una lista nella parte proporzionale i voti ottenuti dai candidati collegati alla medesima lista che erano eletti nei collegi uninominali con il sistema maggioritario.
Il collegio venne abolito insieme a tutti gli altri che costituivano il Senato con la promulgazione della legge elettorale successiva, la cosiddetta Legge Calderoli. Questa prevedeva un sistema proporzionale con premio di maggioranza, che al Senato veniva attribuito a livello regionale.

## Territorio
Il collegio Sanremo era uno dei 6 collegi uninominali in cui era suddivisa la Liguria e, come previsto dal D.Lgs. del 20 dicembre 1993 n. 535, era compreso nelle province di Imperia e di Savona e comprendeva i seguenti comuni: Airole, Alassio, Albenga, Andora, Apricale, Aquila d'Arroscia, Armo, Arnasco, Aurigo, Badalucco, Bajardo, Bordighera, Borghetto d'Arroscia, Borgomaro, Camporosso, Caravonica, Carpasio, Casanova Lerrone, Castelbianco, Castellaro, Castelvecchio di Rocca Barbena, Castel Vittorio, Ceriale, Ceriana, Cervo, Cesio, Chiusanico, Chiusavecchia, Cipressa, Cisano sul Neva, Civezza, Cosio di Arroscia, Costarainera, Diano Arentino, Diano Castello, Diano Marina, Diano San Pietro, Dolceacqua, Dolcedo, Erli, Garlenda, Imperia, Isolabona, Laigueglia, Lucinasco, Mendatica, Molini di Triora, Montalto Ligure, Montegrosso Pian Latte, Nasino, Olivetta San Michele, Onzo, Ortovero, Ospedaletti, Perinaldo, Pietrabruna, Pieve di Teco, Pigna, Pompeiana, Pontedassio, Pornassio, Prelà, Ranzo, Rezzo, Riva Ligure, Rocchetta Nervina, San Bartolomeo al Mare, San Biagio della Cima, San Lorenzo al Mare, Sanremo, Santo Stefano al Mare, Seborga, Soldano, Stellanello, Taggia, Terzorio, Testico, Triora, Vallebona, Vallecrosia, Vasia, Vendone, Ventimiglia, Vessalico, Villa Faraldi, Villanova d'Albenga e Zuccarello.

## Eletti
| Elezione | Elezione | Senatore          | Partito                  |
| -------- | -------- | ----------------- | ------------------------ |
|          | 1994     | Andrea Guglieri   | Polo delle Libertà (LN)  |
|          | 1996     | Giorgio Bornacin  | Polo per le Libertà (AN) |
|          | 2001     | Gabriele Boscetto | Casa delle Libertà (FI)  |

## Dati elettorali

### XII legislatura
|                               | Andrea Guglieri ✔️ Eletto | Polo delle Libertà | 78 708  | 45,80 |  |  |  |  |  |
|                               | Fulvio Vassallo           | Progressisti       | 43 822  | 25,50 |  |  |  |  |  |
|                               | Renato Olivo              | Patto per l'Italia | 24 200  | 14,08 |  |  |  |  |  |
|                               | Francesco Santavicca      | Alleanza Nazionale | 18 668  | 10,86 |  |  |  |  |  |
|                               | Sergio Costamagna         | Partito Pensionati | 6 443   | 3,75  |  |  |  |  |  |
| Totale                        | Totale                    | Totale             | 171 841 | 100   |  |  |  |  |  |
|                               |                           |                    |         |       |  |  |  |  |  |
| Voti non validi               | Voti non validi           | Voti non validi    | 14 426  | 7,74  |  |  |  |  |  |
| Votanti                       | Votanti                   | Votanti            | 186 267 | 85,53 |  |  |  |  |  |
| Elettori                      | Elettori                  | Elettori           | 217 789 |       |  |  |  |  |  |
|                               |                           |                    |         |       |  |  |  |  |  |
| Data: 27-28 marzo 1994        |                           |                    |         |       |  |  |  |  |  |
| Fonte: Ministero dell'interno |                           |                    |         |       |  |  |  |  |  |

### XIII legislatura
|                               | Giorgio Bornacin ✔️ Eletto | Polo per le Libertà | 75 406  | 45,45 |  |  |  |  |  |
|                               | Giovanni Barbagallo        | L'Ulivo             | 58 148  | 35,05 |  |  |  |  |  |
|                               | Roberto Avogadro ✔️ Eletto | Lega Nord           | 27 223  | 16,41 |  |  |  |  |  |
|                               | Andrea Guglieri            | Alpi Azzurre        | 5 144   | 3,10  |  |  |  |  |  |
| Totale                        | Totale                     | Totale              | 165 921 | 100   |  |  |  |  |  |
|                               |                            |                     |         |       |  |  |  |  |  |
| Voti non validi               | Voti non validi            | Voti non validi     | 12 305  | 6,90  |  |  |  |  |  |
| Votanti                       | Votanti                    | Votanti             | 178 226 | 81,02 |  |  |  |  |  |
| Elettori                      | Elettori                   | Elettori            | 219 978 |       |  |  |  |  |  |
|                               |                            |                     |         |       |  |  |  |  |  |
| Data: 21 aprile 1996          |                            |                     |         |       |  |  |  |  |  |
| Fonte: Ministero dell'interno |                            |                     |         |       |  |  |  |  |  |

### XIV legislatura
|                               | Gabriele Boscetto ✔️ Eletto | Casa delle Libertà                   | 93 114  | 55,32 |  |  |  |  |  |
|                               | Manfredo Manfredi           | L'Ulivo                              | 54 626  | 32,45 |  |  |  |  |  |
|                               | Camillo Brighenti           | Partito della Rifondazione Comunista | 7 509   | 4,46  |  |  |  |  |  |
|                               | Anna Maria Panarello        | Lista Di Pietro                      | 6 624   | 3,94  |  |  |  |  |  |
|                               | Giuseppe Maltese            | Pannella-Bonino                      | 4 778   | 2,84  |  |  |  |  |  |
|                               | Graziano Crepaldi           | Democrazia Europea                   | 1 668   | 0,99  |  |  |  |  |  |
| Totale                        | Totale                      | Totale                               | 168 319 | 100   |  |  |  |  |  |
|                               |                             |                                      |         |       |  |  |  |  |  |
| Voti non validi               | Voti non validi             | Voti non validi                      | 12 194  | 6,76  |  |  |  |  |  |
| Votanti                       | Votanti                     | Votanti                              | 180 513 | 80,63 |  |  |  |  |  |
| Elettori                      | Elettori                    | Elettori                             | 223 876 |       |  |  |  |  |  |
|                               |                             |                                      |         |       |  |  |  |  |  |
| Data: 13 maggio 2001          |                             |                                      |         |       |  |  |  |  |  |
| Fonte: Ministero dell'interno |                             |                                      |         |       |  |  |  |  |  |